# Euklides
För andra betydelser, se Euklides (olika betydelser).
Euklides (grekiska Εὐκλείδης "Eukleídes"), född cirka 325 f.Kr., död cirka 265 f.Kr., ibland kallad Euklides från Alexandria, var en grekisk matematiker verksam i Alexandria i nuvarande Egypten omkring 300 f.Kr. Han är mest känd för verket Elementa.
Euklides författade antikens mest spridda verk, men överraskande lite är känt om hans liv. Man vet inte var eller när han föddes och inte heller när han dog.

## Biografi
På basis av det lilla som skrivits om Euklides uppskattas att han levde ungefär mellan åren 325 och 265 före Kristus.
Det är troligt att Euklides som ung först studerade matematik vid Platons akademi i Aten under ledning av Platons studenter. Eftersom det var mycket dyrt att studera är det sannolikt att han kom från en rik familj. Nästan allt om Euklides från Alexandrias liv, och speciellt om hans ungdom, är osäkert. Säkra data finns först från ungefär år 300 f.Kr., då han anlände till Alexandrias stora, nygrundade, vetenskapliga bibliotek, Museion. Matematikern Euklides har ibland misstagits för grekiska filosofen Euklides från Megara.
I Alexandria var Euklides verksam i 20–30 år, under Ptolemaios välde. Under denna tid undervisade och forskade han inom matematik. Han grundade också en skola, och arbetade som lärare där. Det sägs att då kungen begärt en genväg till att lära sig geometri, sade Euklides: "Det finns ingen kungsväg till geometrin". Under sin tid i Alexandria skrev han också nio eller tio verk, av vilka bara en del har bevarats till vår tid. De som kände Euklides beskrev honom som mycket kunnig, vänlig, anspråkslös och extremt rättvis.
Euklides mest kända verk är Stoicheia, eller Elementa på latin. I den sammanfattade han all den då kända geometriska kunskapen. Verket är delat i 13 böcker, av vilka de sex första handlar om planfigurer och deras egenskaper, de tre följande om talteori och de fyra som återstår om irrationella tal och rymdgeometri. Verket användes som lärobok inom geometrin i över två tusen år. Ännu på 1900-talets början användes verket på flera platser som lärobok. Från det då man uppfann tryckkonsten har man gjort över tusen upplagor av boken, för att inte räkna med de otaliga handskrivna kopiorna före tryckkonsten. Efter att boken kommenterats, översatts och kopierats otroligt många gånger har det blivit nästan omöjligt att rekonstruera Euklides originalverk.
Då Euklides skrev Elementa var han tvungen att införa nya termer för de begrepp han skapade. Han införde ord som till exempel definition, axiom och parallell. Förutom Elementa skrev Euklides också flera andra verk, som behandlade bland annat optik, astronomi, mekanik och musik.
En stor del av det Euklides skrev i sin bok Elementa var inte hans egen skrift, utan han samlade ihop nästan all dåtida geometrisk kunskap i ett verk. Detta verk har ofta kallats det mest betydelsefulla inom geometrin, såväl som den mest betydelsefulla skriften från hela antiken.

## Eftermäle
Nedslagskratern Euclides på månen och asteroiden 4354 Euclides är uppkallade efter honom. Även rymdteleskopet Euclid är uppkallat efter honom.

## Galleri

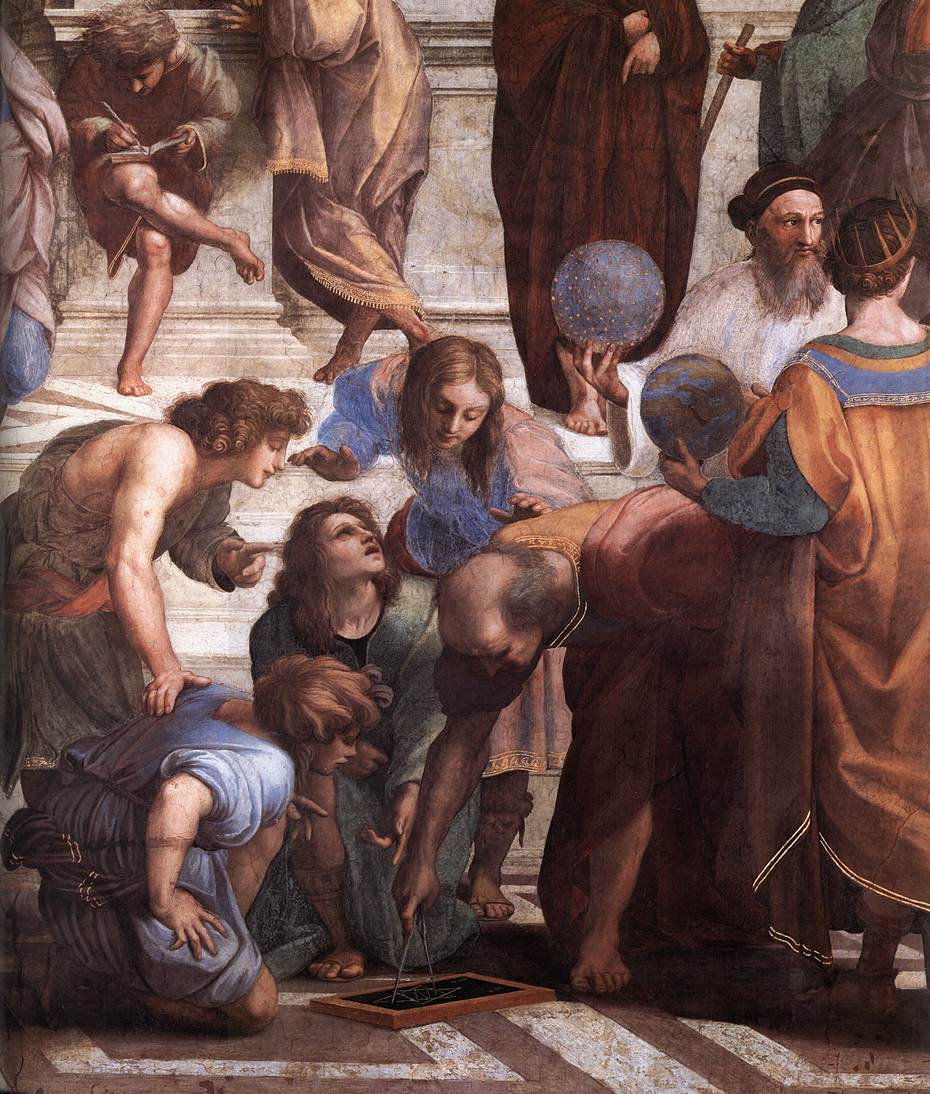
Euklides förklarar geometri för sina elever med hjälp av en griffeltavla.
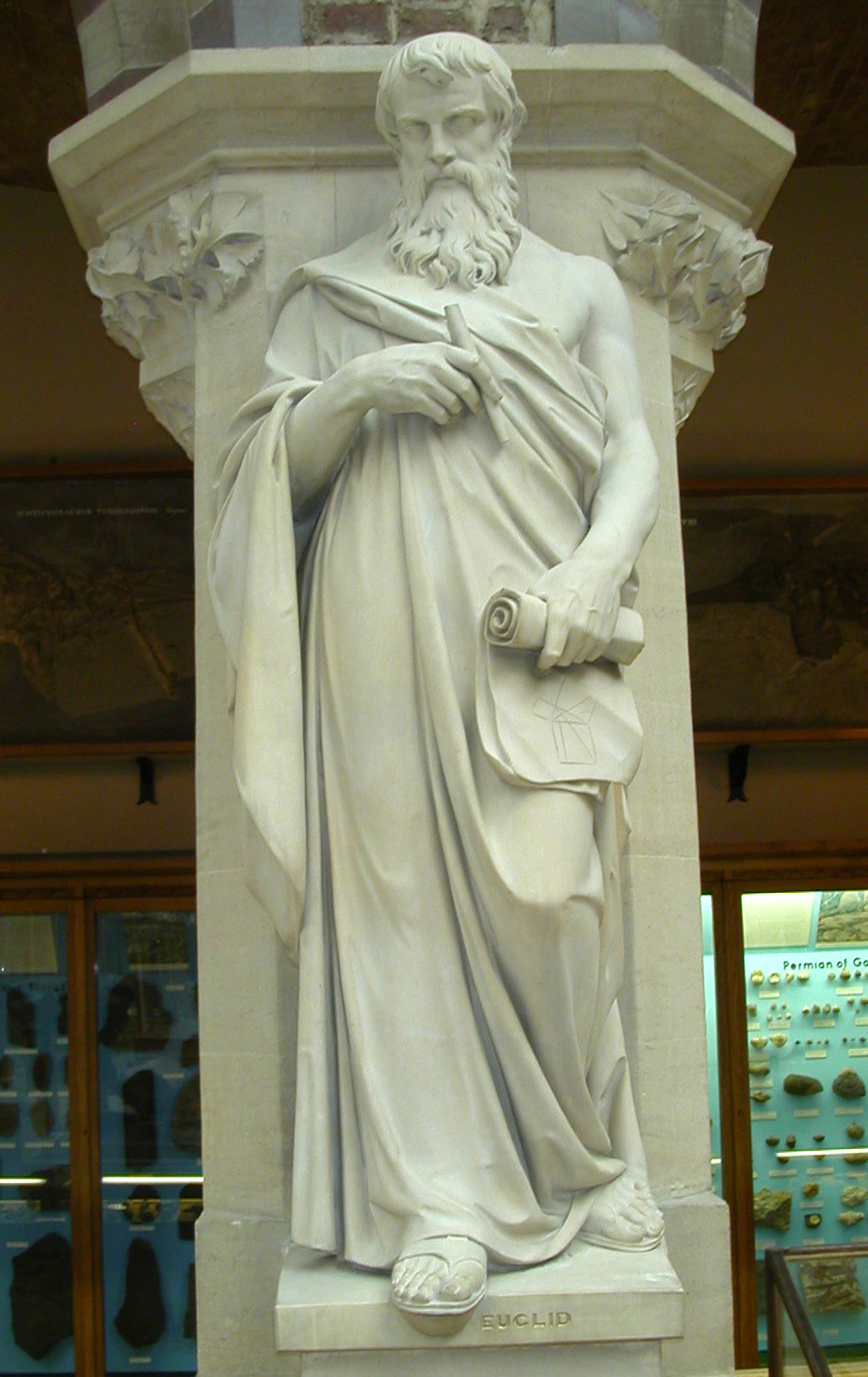
Staty av Euklides, vid Oxford University Museum of Natural History.